# Fly's Eye detector
De High Resolution Fly's Eye detector (kortweg HiRes) was een observatorium voor ultra-hoogenergetisch kosmische straling, gelegen in de westelijke woestijn van Utah. Het observatorium was operationeel van mei 1997 tot april 2006. HiRes gebruikte de atmosferische fluorescentietechniek die door de groep in Utah was ontwikkeld, eerst in tests bij het Volcano Ranch-experiment en vervolgens met het originele Fly's Eye-experiment.